# 任錫純
任錫純（?—?），湖南省長沙府長沙縣人，清朝政治人物、進士出身。
光緒二十一年（1895年），参加光緒乙未科殿試，登進士二甲89名。同年五月，授内阁中书。